# Choughare
Choughare – gaun wikas samiti w środkowej części Nepalu w strefie Bagmati w dystrykcie Lalitpur. Według nepalskiego spisu powszechnego z 2001 roku liczył on 333 gospodarstw domowych i 1925 mieszkańców (994 kobiet i 931 mężczyzn).